# Julia Szeremeta
Julia Szeremeta est une boxeuse polonaise née le 24 août 2003 à Chełm en Pologne.

## Carrière
Julia Atena Szeremeta est une boxeuse polonaise spécialiste des poids plume.
À l’âge de 5 ans, Szeremeta commence au karaté, puis progressivement s'oriente vers la boxe. Elle s’entraîne d'abord au MKS II LO Chełm, puis après avoir obtenu son diplôme d’études secondaires, elle intègre le Paco Lublin.
En 2022, Szeremeta devient championne de Pologne dans la catégorie des -60 kg, en battant Żaklina Kociołek en finale. Un an plus tard, elle participe aux Jeux européens de 2023, où elle termine à la 5e place dans la catégorie des 57 kg
 après avoir perdu en quart de finale contre la Bulgare Zvetlana Staneva et devient la même année championne d’Europe chez les jeunes dans la même catégorie après avoir battu Bojana Gojković du Monténégro en finale.

## Palmarès

### Jeux olympiques
- en cours

### Championnats de Pologne
- Médaille d'or en -60 kg, en 2022, à Zabrze[3].

## Carrière politique
En 2024, Szeremeta s'est présentée aux élections de l'assemblée de la voïvodie de Lublin sur la liste d'extrême droite Confederation and Nonpartisan Local Government Activists, mais n'a pas été élue.